# José Alfredo Peralta
José Alfredo Peralta (Ahome, Sinaloa; 12 de enero de 1997) es un futbolista mexicano, juega como Extremo derecho y su equipo actual es el Club Jaiba Brava de la Liga de Expansión MX.

## Trayectoria
Inició en las fuerzas básicas del Club Deportivo Guadalajara en 2011. No alcanzó a jugar en el primer equipo.

### Coras Tepic
En 2016 pasa a Coras de Tepic (filial del Guadalajara) y en dicho equipo debutó en la división de plata el 8 de enero de 2016 en la victoria por 0-6 de visitante contra Murciélagos Fútbol Club entrando de cambio por Mateus Gonçalves.
Con Coras estaría todo el 2016 para regresar a las filas del Guadalajara en 2017.

### Club Atlético Zacatepec
En 2018 pasa a jugar al Club Atlético Zacatepec, que era la misma franquicia filial que fue Coras.

### Murciélagos Fútbol Club
Para 2019 llega a los Murciélagos Fútbol Club de la Liga Premier donde jugó 38 partidos y anotó 12 goles.

### Cimarrones de Sonora
Dichas actuaciones le valieron subir individualmente de categoría, para jugar con los Cimarrones de Sonora a partir de 2020. Anotó su primer gol con los Cimarrones el 23 de febrero de 2021 contra Dorados de Sinaloa.